# セントピーターズ (ミズーリ州)
セントピーターズ（St. Peters）は、アメリカ合衆国ミズーリ州のセントチャールズ郡にある都市。人口は5万7732人（2020年）。セントルイスの北西40キロメートルに位置している。

## 解説
初期の入植者はフランス系移民と推定されている。1910年に法人化し「セントピーターズ町」が誕生した。1970年の人口はわずか486人であり、実質的に農村だった。その後、大規模な不動産開発が始まり、20年ほどでセントルイスの郊外都市に変貌した。